# سیارک ۷۹۶۶
سیارک ۷۹۶۶ (به انگلیسی: 7966 Richardbaum، نامگذاری:1996DA) هفت هزار و نهصد و شصت و ششمین سیارک کشف شده‌است که در ۱۸ فوریه ۱۹۹۶ کشف شد.